# Den här boken älskar dig
Den här boken älskar dig (på engelska: This Book Loves You) är en bok från 2015 av svenska youtubern Felix "PewDiePie" Kjellberg. Boken är en parodi på självhjälpsböcker med inspirerande citat och bilder. Den är ursprungligen på engelska och har översatts till bland annat franska, ryska, svenska, spanska, tyska.

## Svensk översättning
This Book Loves You översattes till svenska av Andreas Lundberg hos förlaget Forum.

## Mottagande
Den här boken älskar dig blev en New York Times-bästsäljare. I januari 2017 hade den sålt 112 000 exemplar.